# Брум, Майкл, 5-й барон Брум и Вокс
Майкл Джон Брум, 5-й барон Брум и Вокс (англ. Michael John Brougham, 5th Baron Brougham and Vaux; 2 августа 1938 — 27 августа 2023) — британский пэр и член Палаты лордов.

## Биография
Родился 2 августа 1938 года. Второй сын Виктора Брума, 4-го барона Брума и Вокса (1909—1967, и его второй жены Джин Фоллетт (1915—1992). Майкл Брум получил образование в Миллфилде, лицее Жаккара, Швейцария, и в Нортгемптонском сельскохозяйственном институте.
20 июля 1963 года Майкл Брум первым браком женился на Оливии Сьюзан Грей (? — 1986), дочери контр-адмирала Гордона Томаса Секкомба Грея и Сони Мур-Гвин. Супруги развелись в 1967 году. У них была одна дочь:
- Достопочтенная Генриетта Луиза Брум (род. 23 февраля 1965)

17 января 1969 года он вторым браком женился на Кэтрин Джилл Гулливер, дочери Уильяма Гулливера. В декабре 1981 года супруги развелись. У них родился один сын:
- Достопочтенный Чарльз Уильям Брум (род. 9 ноября 1971), наследник отца. С 2010 года женат на Николе Мур, от брака с которой у него двое детей.

Лорд Брум был заместителем председателя комитетов Палаты лордов, заместителем спикера Палаты лордов с 1995 года, а также в настоящее время является вице-председателем Ассоциации консерваторов. Он был президентом Королевского общества по предотвращению несчастных случаев с 1986 по 1989 год (и был вице-президентом с 1990 года), а также был президентом Группы безопасности Великобритании с тех пор, как в 2005 году она заменила Национальный совет групп по охране здоровья и безопасности. Он также был председателем Общества налогоплательщиков с 1989 по 1991 год и председателем Европейского альянса безопасных транспортных средств с 1992 года. В 1995 году он был награжден Орденом Британской империи.
Скончался 27 августа 2023 года на 86-м году жизни.